# Alamo Scouts
Les Alamo Scouts (U.S. 6th Army Special Reconnaissance Unit) sont une unité de reconnaissance de la Sixième armée des États-Unis dans le théâtre d'opérations du Pacifique pendant la Seconde Guerre mondiale.  L'unité est surtout connue pour son rôle dans la libération des prisonniers de guerre américains du camp de prisonniers de guerre japonais près de Cabanatuan le 30 janvier 1945